# 2013 في الفلبين
فيما يلي قوائم الأحداث التي وقعت خلال عام 2013 في الفلبين.

## سياسة

### تعيين في المنصب
- 22 يوليو – فرانكلين دريلون رئيس مجلس الشيوخ في الفلبين [الإنجليزية]‏.

### انتهاء فترة المنصب
- 5 يونيو – خوان بونس إنريل رئيس مجلس الشيوخ في الفلبين [الإنجليزية]‏.
- 30 يونيو – إدغاردو عنجرة عضو مجلس الشيوخ الفلبيني.
- 30 يونيو – ماني فيلار عضو مجلس الشيوخ الفلبيني.
- 30 يونيو – مهرج أرويو عضو مجلس الشيوخ الفلبيني.

## رياضة
- 1 يناير – كأس رئيس الاتحاد الآسيوي 2013

## وفيات

### يناير
- 1 يناير – دورين غامبوا فرنانديز (مواليد 1934) كاتبة فلبينية.